# クック郡 (ミネソタ州)
クック郡（英: Cook County）は、アメリカ合衆国ミネソタ州の北東隅に位置する郡である。2010年国勢調査での人口は5,176人であり、2000年の5,168人から0.2％増加した。郡庁所在地はグランドマレー市（人口1,351人）であり、同郡で人口最大の都市でもある。グランドポーテージ・インディアン居留地の全体が郡域に入っている。

## 地理
アメリカ合衆国国勢調査局に拠れば、郡域全面積は3,339.72平方マイル (8,649.8 km2)であり、このうち陸地1,450.60平方マイル (3,757.0 km2)、水域は1,889.11平方マイル (4,892.8 km2)で水域率は56.56％である。水域の大半はスペリオル湖である。郡内最高地点は州内最高地点でもあるイーグル山で、標高は2,301フィート (701 m) である。また州内で最も標高の高い湖であるアビタ湖が郡内にあり、その標高は2,048フィート (624 m) である。

### 主要高規格道路
- ミネソタ州道61号線

### 隣接する郡など
クック郡はミネソタ州の最北東部にあり、アローヘッド地域の先端である。陸路からは1つの郡にのみ接しており、他は水上境界である。
- カナダ、オンタリオ州、レイニーリバー地区 - 北西
- カナダ、オンタリオ州、サンダーベイ地区 - 北、北東
- レイク郡 - 西
- アシュランド郡 (ウィスコンシン州) - 南 - スペリオル湖対岸
- キーウィーノー郡 (ミシガン州) - 東 - スペリオル湖対岸、ミシガン州アイルロイヤル近く
- オントナゴン郡 (ミシガン州) - 南東 - スペリオル湖対岸

### 国立保護地域
- グランドポーテージ国立保護区
- スペリオル国立の森（東部）
- バウンダリーウォーター・カヌーエリア原生地（東部）

## 人口動態

2000人口ピラミッド

以下は2000年国勢調査による人口統計データである。
| 基礎データ - 人口: 5,168人 - 世帯数: 2,350 世帯 - 家族数: 1,438 家族 - 人口密度: 1人/km2（4人/mi2） - 住居数: 4,708軒 - 住居密度: 1軒/km2（3軒/mi2） 人種別人口構成 - 白人: 89.45% - アフリカン・アメリカン: 0.29% - ネイティブ・アメリカン: 7.59% - アジア人: 0.33% - 太平洋諸島系: 0.04% - その他の人種: 0.25% - 混血: 2.05% - ヒスパニック・ラテン系: 0.75% 先祖による構成 - ノルウェー系：17.7％ - ドイツ系：21.6％ - スウェーデン系：11.5％ - アイルランド系：7.2％ - イギリス系：5.4％ 年齢別人口構成 - 18歳未満: 20.4% - 18-24歳: 5.4% - 25-44歳: 25.8% - 45-64歳: 31.2% - 65歳以上: 17.2% - 年齢の中央値: 44歳 - 性比（女性100人あたり男性の人口） - 総人口: 99.7 - 18歳以上: 98.5 | 世帯と家族（対世帯数） - 18歳未満の子供がいる: 24.4% - 結婚・同居している夫婦: 52.0% - 未婚・離婚・死別女性が世帯主: 6.1% - 非家族世帯: 38.8% - 単身世帯: 32.5% - 65歳以上の老人1人暮らし: 10.8% - 平均構成人数 - 世帯: 2.17人 - 家族: 2.73人 収入と家計 - 収入の中央値 - 世帯: 36,640米ドル - 家族: 47,132米ドル - 性別 - 男性: 31,211米ドル - 女性: 23,650米ドル - 人口1人あたり収入: 21,775米ドル - 貧困線以下 - 対人口: 10.1% - 対家族数: 8.1% - 18歳未満: 12.2% - 65歳以上: 6.8% |

## 都市と郡区
| 都市                          | 郡区                               | 未編入の町 | 未組織の町                                             | ゴーストタウン              |
| ----------------------------- | ---------------------------------- | --- | ------------------------------------------------------ | --------------------------- |
| - グランドマレー - 郡庁所在地 | - ラトセン - シュレーダー - トフト | - クロフトビル - グランドポーテージ - ホブランド - ラトセン - ミネラルセンター - ピジョンリバー - シュレーダー - タコナイトハーバー - トフト | - イーストクック - グランドポーテージ - ウェストクック | - チッペワシティ - コルビル |

## 気候と気象
| ラトセンの気候         | ラトセンの気候 | ラトセンの気候 | ラトセンの気候 | ラトセンの気候 | ラトセンの気候 | ラトセンの気候 | ラトセンの気候 | ラトセンの気候 | ラトセンの気候 | ラトセンの気候 | ラトセンの気候 | ラトセンの気候 | ラトセンの気候 |
| 月                     | 1月            | 2月            | 3月            | 4月            | 5月            | 6月            | 7月            | 8月            | 9月            | 10月           | 11月           | 12月           | 年             |
| ---------------------- | -------------- | -------------- | -------------- | -------------- | -------------- | -------------- | -------------- | -------------- | -------------- | -------------- | -------------- | -------------- | -------------- |
| 平均最高気温 °F （°C） | 22 (−6)        | 26 (−3)        | 35 (2)         | 47 (8)         | 56 (13)        | 64 (18)        | 70 (21)        | 70 (21)        | 62 (17)        | 52 (11)        | 39 (4)         | 27 (−3)        | 48 (9)         |
| 平均最低気温 °F （°C） | 4 (−16)        | 7 (−14)        | 19 (−7)        | 31 (−1)        | 39 (4)         | 45 (7)         | 52 (11)        | 54 (12)        | 47 (8)         | 38 (3)         | 26 (−3)        | 11 (−12)       | 31 (−1)        |
| 雨量 inch （mm）       | 0.9 (23)       | 0.7 (18)       | 1.4 (36)       | 1.9 (48)       | 2.8 (71)       | 3.5 (89)       | 3.3 (84)       | 3.3 (84)       | 3.6 (91)       | 2.5 (64)       | 1.6 (41)       | 1.1 (28)       | 26.4 (671)     |
| 降雪量 inch （cm）     | 15.2 (38.6)    | 8.1 (20.6)     | 8.1 (20.6)     | 2.2 (5.6)      | 0.2 (0.5)      | 0.0 (0)        | 0.0 (0)        | 0.0 (0)        | 0.0 (0)        | 0.4 (1)        | 3.8 (9.7)      | 13.3 (33.8)    | 50.8 (129)     |
| 出典：Weatherbase      |                |                |                |                |                |                |                |                |                |                |                |                |                |

ミネソタ州北部では冬の気象が極端になりやすい。1年の3分の1すなわち31.9％、日数で116日すなわち4か月近くは氷点下になり、そのうち21日は0°F (−17 ℃) 以下になる。
| 1月                        | 2月 | 3月 | 4月 | 5月 | 6月 | 7月 | 8月 | 9月 | 10月 | 11月 | 12月 | 年間 |
| -------------------------- | --- | --- | --- | --- | --- | --- | --- | --- | ---- | ---- | ---- | ---- |
| 氷点下となる日数           |     |     |     |     |     |     |     |     |      |      |      |      |
| 20                         | 18  | 19  | 13  | 3.5 | 0.1 | 0.1 | 0.0 | 0.5 | 5.8  | 16   | 20   | 116  |
| 0°F (−17 ℃) 以下になる日数 |     |     |     |     |     |     |     |     |      |      |      |      |
| 8.2                        | 6   | 1.5 | 0   | 0   | 0   | 0   | 0   | 0   | 5    | 0.5  | 4.8  | 21   |